# Newton Abbot
Newton Abbot este un oraș în comitatul Devon, regiunea South West, Anglia. Orașul aparține districtului Teignbridge a cărui reședință este. 